# Feldstraße 37–45 und Stollbergstraße 52 und 53 (Erfurt)

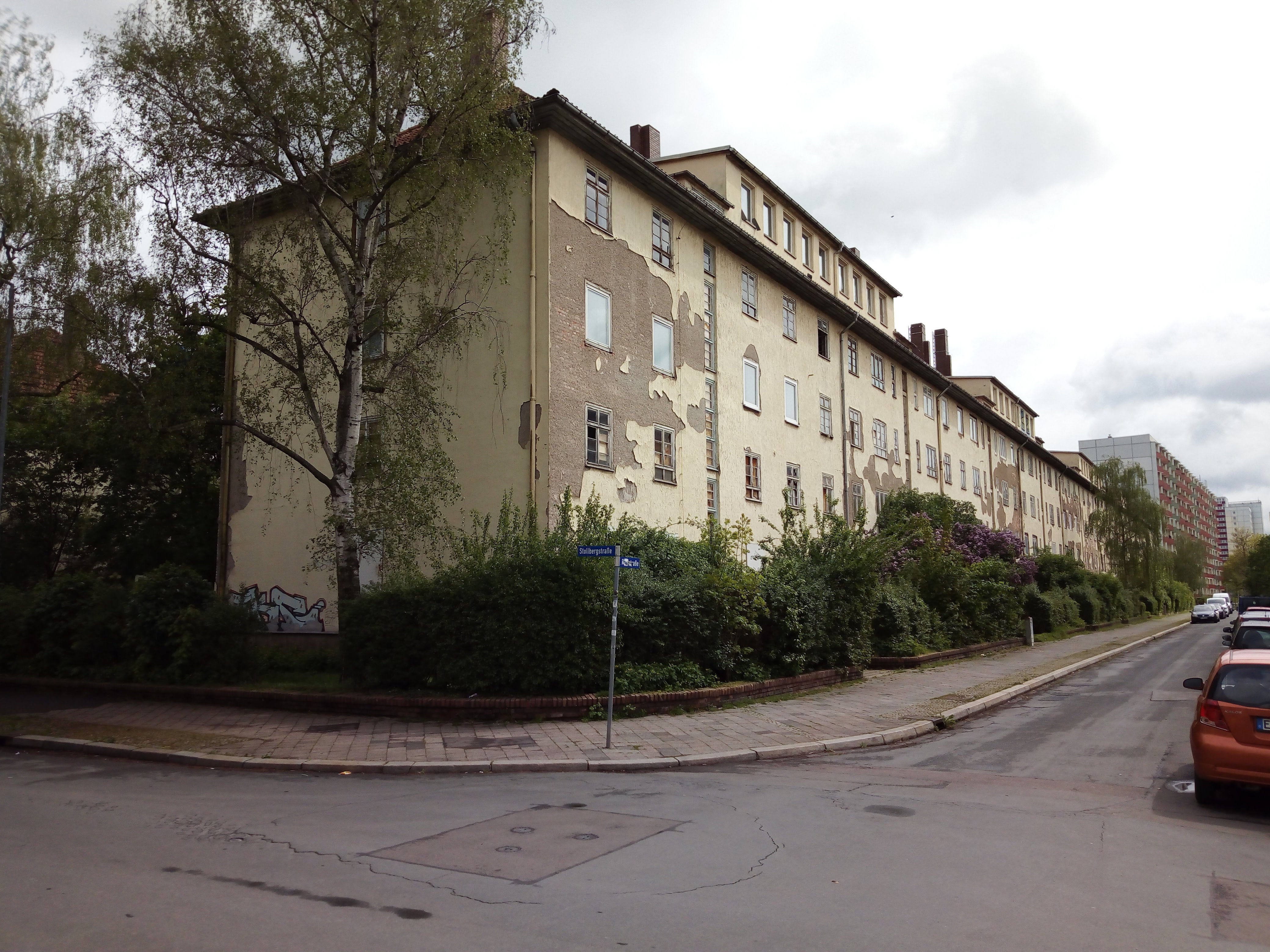
Feldstraße 37–45 (2019)

Feldstraße 37–45 und Stollbergstraße 52 und 53 bezeichnet eine Anlage aus 121 Wohnungen, die 1929 bis 1937 durch die Stadt Erfurt errichtet wurde. Sie wurde als Kulturdenkmal erkannt und soll in das Denkmalbuch der Stadt Erfurt eingetragen werden.

## Geschichte
Seit der Gründerzeit waren im nördlich von Erfurt gelegenen Dorf Ilversgehofen zahlreiche Industrie- und Gewerbebetriebe entstanden, die eine Entwicklung Ilversgehofen auch als Wohnstandort nach sich zogen. Um 1900 wurde östlich des historischen Dorfskerns „Neu-Ilversgehofen“ als neues Wohnviertel nach einem Plan aus meist rechtwinklig zueinander angelegten Straßen angelegt. Begrenzt wurde das Viertel durch die Magdeburger Allee im Westen, die Eisenbahnlinie nach Nordhausen im Norden und Osten sowie die Straße „Am Franzosenlager“, die an ein dort nach 1871 errichtetes Kriegsgefangenenlager erinnert, im Süden. Die Feldstraße war die westlichste der vier in Nord-Süd-Richtung geplanten Straßen. Im nördlichen Teil erfolgte bereits vor dem Ersten Weltkrieg eine Bebauung mit traditionellen Mietshäusern. 1911 erfolgte Ilversgehofens Eingemeindung nach Erfurt. Danach kam die Entwicklung Neu-Ilversgehofens durch den Krieg und die Armut der Nachkriegszeit ins Stocken.
Da es an privaten Investoren mangelte, wurde in den 20er Jahren die bauliche Entwicklung Ilversgehofens durch Baugenossenschaften und die Kommune weiterbetrieben. Nach Plänen des damals von Johannes Klass geleiteten Hochbauamtes der Stadt Erfurt entstanden 1929 zunächst viergeschossigen Wohnhäuser an der Feldstraße 37–39. 1931 folgten die Häuser Feldstraße 40 und 41. Die Wohnungen sollten vor allem sozial Bedürftigen als Wohnraum dienen und erhielten einen großen Anteil an Einraumwohnungen ohne Querlüftung. Im nördlichen Kopfbau waren Kleinstwohnungen mit Sammel-WCs auf den Etagen geplant. In der Gestaltung erhielten die Häuser ein gemäßigt expressionistisches Gepräge. Die Fassaden wurden durch schmale, senkrechte Fensterbänder zur Belichtung der Treppenhäuser gegliedert. Die Fenster waren je nach Raumfunktion unterschiedlich breit, von einbahnig bis dreibahnig, und mit Holzsprossen versehen.
Nach der Machtergreifung der Nationalsozialisten 1933 ruhte die Bautätigkeit. Erst im Mai 1937 legte das neugebildete „Wohnungs- und Siedlungsamt“ der Stadt neue Pläne für einen Weiterbau der Wohnanlage für „Volkswohnungen“ vor. Bei den danach erbauten Wohnblocks Feldstraße 43–45 wurde die Gebäudetiefe reduziert und es wurde in der Durchführung – abweichend von den Plänen – auf die senkrechten Belichtungsbänder zugunsten normaler Treppenhausfenster verzichtet. Zudem entstanden die beiden Häuser Stollbergstraße 52 und 53.
Nach dem Zweiten Weltkrieg blieben die Häuser in kommunaler Hand. 1974 wurden auch die Dächer zu Wohnungen ausgebaut und mit sehr großen Dachgauben(zum Teil über 8 Fensterachsen) versehen. In den neunziger Jahren wurden die Wohnungen der Kommunalen Wohnungsbaugesellschaft Erfurt (KoWo) zugeeignet. Modernisierung- und Instandsetzungsarbeiten erfolgten jedoch nicht, was zu einem langanhaltenden Wohnungsleerstand und Verfall führte.
Mit Angebotsfrist zum 21. Juni 2016 bot die KoWo die aus 121 Wohneinheiten auf 4 Parzellen bestehende Anlage für 795.000 € (Mindestgebot) zum Kauf an. Den Zuschlag erhielt das Immobilienunternehmen Gartenstadtgesellschaft Hellerau AG, die das Objekt unter Denkmalschutz setzen ließ und neue Grundrisse plante. Die Denkmalwürdigkeit wurde von der Denkmalfachbehörde mit der „außergewöhnlichen Authentizität“ der ursprünglich erhaltenen Grundrisse, Architekturelemente (Haustüreinfassungen, Sohlbänke, Sockel, Putz, Vorgarteneinfassungen) und Ausbauteilen (Hauseingangs- und Wohnungstüren, Fenster, Terazzo- und Fliesenböden) begründet. Im Juni 2019 bot die Eigentümergesellschaft die Wohnanlage unsaniert für 6.390.000 Euro zum Kauf an.